# Henri Casadesus

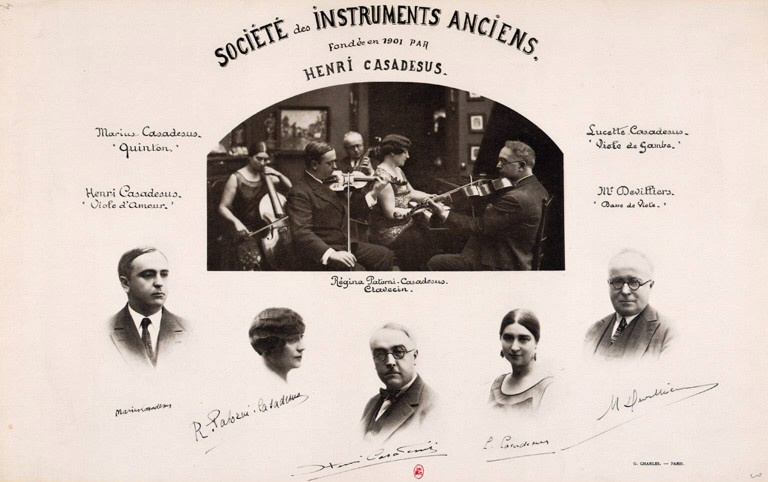
Société des Instruments Anciens fondée en 1901 par Henri Casadesus. Postkarte mit Henri Casadesus und seinem Ensemble.
Bibliothèque nationale de France

Henri-Gustave Casadesus (Pseudonym Christian Riquet, * 30. September 1879 in Paris; † 31. Mai 1947 ebenda) war ein französischer Musiker und Komponist. Er stammte aus der Musikerfamilie Casadesus und war der Onkel des Pianisten Robert Casadesus.

## Leben und Wirken
Henri Casadesus erhielt seine ersten musikalischen Kenntnisse bei Albert Lavignac und studierte Bratsche bei Théophile Laforge am Pariser Konservatorium, wo er 1899 einen ersten Preis erhielt. Von 1910 bis 1917 war er der Bratschist des Capet-Quartetts.
Auf Anregung von Camille Saint-Saëns gründete Casadesus mit gleichgesinnten Musikern im Jahre 1901 die Société des Instruments Anciens („Gesellschaft für historische Instrumente“). Dies war ein Ensemble bestehend aus Henri Casadesus (Viola d’amore), Marius Casadesus (Quinton, ein fünfsaitiges Instrument mit dem Tonumfang von Bratsche und Violine), Régina Patorni-Casadesus (Cembalo), Lucette Casadesus (Gambe), Maurice Devilliers (Bassgambe) und Édouard Nanny (Kontrabass), das auf internationalen Konzerttourneen bis 1939 Werke auf historischen Instrumenten zur Aufführung brachte, wie zum Beispiel auf der Viola da gamba oder der Viola d’amore.
Das Ensemble führte auch „wiederentdeckte“ Werke von Komponisten aus dem 18. Jahrhundert auf. Später wurde jedoch enthüllt, dass diese Werke von Henri Casadesus und seinem Bruder Marius Casadesus (1892–1981) komponiert worden waren. Das sogenannte „Adélaïde Concerto“ für Violine, angeblich von Wolfgang Amadeus Mozart, wird manchmal Henri zugeschrieben, stammt jedoch von Marius.
Seine umfangreiche Sammlung historischer Musikinstrumente befindet sich heute im Besitz des Boston Symphony Orchestra, die Instrumente der „Société des instruments anciens“ in der Cité de la musique in Paris.
Henri Casadesus war mit Marie-Louise Beetz verheiratet und wurde mit ihr Vater zweier Kinder, der Schauspieler Christian Casadesus und Gisèle Casadesus.

## Bekannte Werke

### Konzerte im Stil älterer Komponisten
Casadesus ist der Autor eines Bratschenkonzerts in D-Dur, das Carl Philipp Emanuel Bach zugeschrieben wurde. Dieses Konzert erschien 1911 in einer russischen Ausgabe, angeblich „übertragen ... für kleines Orchester durch Maximilian Steinberg“, und wurde in der Folge von Dirigenten wie Darius Milhaud und Sergei Kussewitzki aufgeführt und von Eugene Ormandy aufgenommen.
Casadesus gilt zudem als Autor einer konzertanten Sinfonie für Viola d’amore, Kontrabass und Orchester sowie von zwei Bratschenkonzerten im Stil von Georg Friedrich Händel (in h-Moll), Johann Christian Bach (in c-Moll) und eines Violinkonzerts im Stil von Luigi Boccherini (in D-Dur).

### Eigene Werke
Casadesus komponierte mehrere Operetten (Le Rosier, Sans tambour, ni trompette, La petite-fille de madame Angot, Cotillon III) und Filmmusiken (Le gardian, Les mystères de Paris, Paris-New York). Zudem verfasste er eine Methode zum Erlernen der Viola d’amore und 24 Etüden (1931) für dieses Instrument.